# Мучење мушких гениталија
Мучење мушких гениталија или генитотортура мушкараца скуп је радњи (техника) које поједине особе примењују у сексуалним односима како би код партнера изазивањем сензација, непријатности и бола у мушком скротуму, тестисима и пенису (полном уду) потенцирале потпунији сексуални доживљај. У том циљу оне примењују низ техника попут, наношења на полни уд или скротум врелог воска, ударања или стезања гениталија шаком, гажења ногом, еротских електростимулација, подвезивања, пробадања скротума и тестиса оштрим предметима, увлачења разних предмета у уретерални канала итд. 
Мучење мушких гениталија најчешће примењује посебна група, следбеника BDSM (енгл. Bondage - Discipline - Submission - Masochism), на основу обостраног пристанка, и у њима, кроз разне „сексуалне играрије“ обострано (или једнострано) уживају. Овим чином ове особе упражњавају бројне сексуалне фантазије о доминацији, покоравању, ограничавању, наређивању, везивању, кажњавању, уз обавезно наношење сексуалног бола.
У току ових радњи често могу настати озбиљније повреде пениса, руптуре скротума (мошнице) или торзије тестиса, које захтевају хитну медицинску помоћ.
Тешка мучења мушких гениталија које изазивају интензивне патње, као она код садомазохизма, мучења у затворима, институцијама власти (полиција, војска) или од стране терориста у циљу признања кривице, одређених врста изнуде или освете, треба разликовати, од „бенигних облика мучења гениталија“, која изазивају релативно благи бол, и најчешће су повезана са „пријатним“ сексуалним узбуђењем.

## Историјат
Мучење мушких гениталија у циљу сексуалног задовољства примењује се од постанка човечанства. Међутим оно није увек коришћено само у сексуалним задовољствима, већ је било део казне, изнуде или освете, и није било повезано са садомазохизмом. Тако су се, нпр. у средњем веку, неке тортуре на мушким гениталијама, вршили Енглески инквизитори на саслушањима, пре смртне казне за издају.
Данашња мучења пениса, тестиса и скротум, најчешће врше сексуални партнери, један над другим, и углавном су повезана са сексуалном игром.

## Сексуално узбуђење изазвано генитотортуром
Већини људи познато је, да су спољашње мушке гениталије (пенис, скротум и тестиси) веома осетљиве, нарочито на притисак. Осетљивост гениталија на нежно миловање, стезање или притисак користи већина мушкараца (самостално или то тражи од сексуалног партнера) како би у себи изазвали пријатне сексуалне сензације. Међутим граница између јаког сензибилитета и интензивног бола, па и повреда гениталија, доста је променљива код ове врсте сексуалног узбуђења.
Код многих људи постоји изграђен став, у коме се мучење спољашњих гениталије сматра највишим нивоом сексуалног узбуђења. Међутим како се ради о деликатним радњама које могу угрозити ове делове мушке анатомије, њихово коришћење у сексуалним играма захтева велико поверење у партнера и носи посебно интензиван набој.

## Основна разматрања о генитотортури
Кључна ствар о којој током мучења гениталија треба да размишљају њене присталице је ниво толеранције, пре свега на бол, који јако варира. 
Зато ове „играрије“ треба увек да почну лагано (било којом врстом стимулације гениталија) уз постепено повећање њиховог интензитета. Вероватно најважнији сигнал за опасност у овим „мучењима“ је интензиван и често брзо растући бол, тако да његов интензитет непогрешиво морају да цене особе које у њему уживају, и на време прекину са даљим мучењем гениталија, како би избегле нежељене последице.
Међутим у одређеним случајевима, ниво „чисте свести“ код ових особа је конзумирањем алкохола или дроге, снижен тако да интоксицирана особа особа има потешкоће да разликује ниво бола, који је еротски стимулативни, од бола који најављује трауму гениталија. За разлику од особа у стању „сужене свести“ искусни мазохиста, готово сигурно ће да моли за смањења интензитета мучења много пре него што дође до прекорачења притиска на гениталије или ће зауставити све активности код било какве сумње да би њихова примена могла довести до повреда.
Најчешћи облик тортуре гениталија су; притисак „дробилицом тестиса“, притискање шаком, или оптерећење теговима. 

## Могућа оштећења гениталија у генитотортури
Најчешћа могућа оштећења гениталија током генитортура су; 
- теже повреде тестиса и пениса (након грубе примене везова, као што су сирова кожа или груб конопац),
- модрице или крвни подливи (након шамарања или ударања тестиса шаком)
- мање посекотине (које се могу догодити приликом било којих грубих игра када је скротума јако затегнута преко тестиса, или током бријања).
- прелом пениса (након грубе примене везова, и друге силе)

Добар део наведених повреда могу лечити сами сексуални партнери, чишћењем посекотина антисептиком (како би се спречила инфекција), третирањем модрица и отока хладним облогама (ледом) и привременим уздржавањем од сексуалних активности до санације насталих оштећења. 
Медицинска интервенција код тежих повреда и сумње на инфекцију је обавезна.
Раздерине и секотине
Раздерине или абразије и секотине спадају у најчешће повреде током генитотортуре. Оне могу бити изазване применом грубог канапа, удараца, оштрих предмета, када се скротум нагло повлачи преко тестиса или током безазленог бријања. 
Мање озледе најбоље је третирати неким антисептиком и одржавањем хигијене гениталија.
Хематом
Мањи хематоми (крвни подливи или модрице) обично пролазе спонтано и не остављају трајне последице. Мада примена хладних облога (леда) у таквим ситуацијама може да убрза процес излечења. Медицинска интервенција обично није потребна, осим уколико се модрица не повлачи или посумњате на инфекцију.
Озбиљнији хематоми или хематоцела гениталија, може настати код тежих повреда и последица су оштећења дубљих крвних судове и накупљања крвни између слојева ткива, пениса, скротума и тестиса. Хематоми који су велики или расту (јер свежа крв наставља да се акумулира) могу притиском на околне нерве и крвне судове, да наруше циркулацију крви у гениталијама и доведу до оштећења њихових функција. 
Ако је притисак хематома велики, а не изврши се правовремена хируршка интервенција, могу настати трајна оштећења спољашњих гениталија, као последица исхемије, инфекције и некрозе ткива.
Хидокела
Код мушкараца који су изложени, честим повредама скротума и тестиса током генитотортура, може доћи до једностраног или обострано накупљање течности у овојницама тестиса или у семеноводу, што има за последицу формирање хидрокеле или сперматокеле. У десет посто случајева хидрокела је обострана. Клиничком сликом хидрокеле доминира оток и осећај тежине у скротуму (мошницама) и препонама.
Главна компликација у хидрокели је инфекција, која захтева ургентно лечење. Особе са хидрокелом, или било којим обликом скроталне киле треба да избегавају мучење гениталија.
Торзија семене врпце
Торзија семене врпце може да настане у случајевима генитотортуре због екстрагениталног увртања семене врпце у којој се тестис ротира око своје уздужне осе ван својих овојница. Нормално, тестиси су везани за стране скротума, што спречава њихово увртање, међутим код генитотортуре, јаке торзионе силе омогућавају тестисима да се уврћу.
Увртање семене врпце (фуникулуса сперматикуса који доводи нерве и крвне судове до тестиса), по уздужној оси, изазива потпуни прекид васкуларизације тестиса, што резултује исхемијском некрозом, односно гангреном тестиса, уколико се не интервенише у првих шест часова после настанка торзије.
Клиничком сликом доминира јак бол, често праћен мучнином и повраћањем. Повређени тестис је болан и на најнежнији додир и натечен.
Спонтана санација поремећаја је немогућа, и захтева хируршку интервенцију. Операција мора да се уради у року од шест часова од појаве бола како тестис не би био био трајно изгубљен.
Руптура тестиса
Најозбиљнија повреда скротума и тестиса која могу настати током еротске генитортуре су непенетрантне пенетрантне руптура тестиса. Она је последица механичком силом изазваног цепање овојница тестиса и продора његовог садржаја у скроталну кесу. Може бити инкомплетна, односно, ако је присутна само руптура тунике албугинеа или комплетна. Веома тешка (комплетна) руптура тестиса уз деструкцију органа зове се конквасација. 
Најчешћи узроци руптуре тестиса су изненада вуча скроталне кесе и ударање тупим предметима по тестисима. 
Клиничком сликом доминира јак бол, често праћен мучнином и повраћањем. Повређени тестис је натечен, због унутрашње крварење и стварања великог хематома у скротуму. 
Хируршко лечење се може применити ако скротални хематом (хематокела) прелази величину од 5 cm ради бржег опоравка и повратка свакодневним активностима. 
Пенетрантне трауме скротума потребно је увек хируршки експлорирати. Ако се констатује повреда тестиса она се збрињава конзервативним дебридманом тестикуларног ткива, а у тежим случајевима ампутацијом тестиса, док се кожа скротума реконструише, кожним шавом. Због добре васкуларизације и еластичности, скротум је захвалан за хируршко збрињавање.
Прелом пениса
Прелом пениса представља тежак облик повреде (руптуре) кавернозних тела (лат. corpus cavernosum), са деформацијом нормалне осе пениса, који настаје као последица цепања мембране под називом (лат. tunica albuginea), након прекомерног савијања пениса у току ерекције. Релативно је ретка болест, али захтева хитну интервенцију због могућих трајних последица.
Манифестује се пуцкетањем током померања пениса, болом различитог интензитета, модрицом (крвним подливом), отоком и губитком ерекције. 
У већини случајева прелом пениса је ургентно стање у урологији које захтева интервенцију уролога, који проблем покидане мембране, може успешно да реши оперативним захватом, у општој анестезији, која у просеку траје око сат времена. Главни циљ лечења заснива се на очувању дужине пениса и његове еректилне функције тј. очувања способности да стоји усправно.
Трауматска повреда пениса може бити праћена и повредом уретре, ако су повређена оба кавернозна тела, и захтева хитну реконструкцију мокраћне цеви како би се отклонили поремећаји у мокрењу.